# アヴィアコン・ツィタトランス
アヴィアコン・ツィタトランス（ロシア語: ОАО Авиакомпания «Авиакон Цитотранс», 英語: Aviacon Zitotrans）はロシアのエカテリンブルクを拠点とする貨物航空会社。

## 歴史
1985年6月に設立され、規格外貨物・高額品・危険物・航空用装備・海上輸送用コンテナ・人道支援貨物・政府の貨物・動物など、特殊な貨物の輸送に特化している。主要な拠点であるエカテリンブルクのコルツォヴォ国際空港に170名以上の従業員を擁している。

## 機材

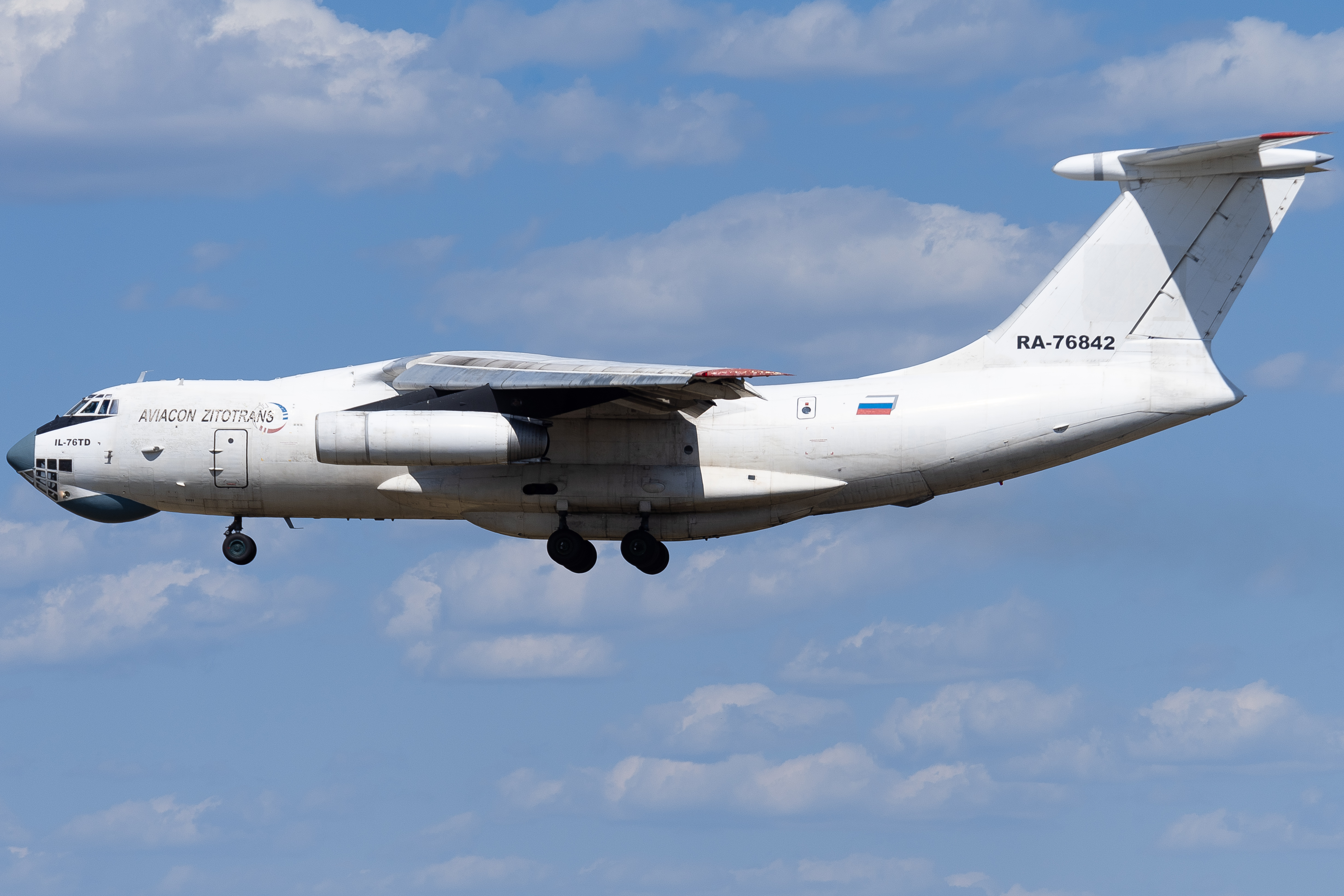
アヴィアコン・ツィタトランスのIl-76

2023年5月現在、同社の機材は以下の通り。
- イリューシン Il-76TD - 4機[2]